# Союз ТМА-3
Союз ТМА-3 — космический корабль серии «Союз ТМА».

## Экипаж

### Старт
- Россия Александр Калери (4-й полёт) — командир корабля
- США Майкл Фоул (6-й полёт) — бортинженер
- Испания Педро Дуке (2-й полёт) — бортинженер

### Посадка
- Россия Александр Калери (4-й полёт) — командир корабля
- США Майкл Фоул (6-й полёт) — бортинженер
- Нидерланды Андре Кёйперс (1-й полёт) — бортинженер

## Фотографии
- Старт «Союза ТМА-3»